# Ploven - opfuring og afpløjning
|  | Denne artikel er oprettet af botten Steenthbot ud fra en ekstern database. Den kan derfor have sproglige fejl eller mangler. Denne skabelon kan fjernes efter kontrol af indholdet. |

Ploven - opfuring og afpløjning er en dansk dokumentarfilm fra 1977 instrueret af Lennart Steen og efter manuskript af Jens Thøgersen og Orla Kastrup Kristensen.

## Handling
Filmen viser, hvordan opfuring og afpløjning foretages med en 3-furet plov, og hvordan ploven indstilles til de enkelte træk i henholdsvis opfuringen og afpløjningen.